# Liste der Kulturdenkmale in Mariental (Eisenach)
Die Liste der Kulturdenkmale in Mariental (Eisenach) enthält die Kulturdenkmale des Denkmalensembles Mariental im Südviertel von Eisenach mit seinen Teilen und Einzeldenkmalen, wie sie in der vom Thüringischen Landesamt für Denkmalpflege und Archäologie 2006 herausgegebenen Denkmaltopographie veröffentlicht wurden. Dabei wurden unbebaute Flurstücke, die zum Denkmalensemble gehören, nicht in die Tabelle unten aufgenommen.

## Legende
- Bild: zeigt ein Bild des Kulturdenkmals und gegebenenfalls einen Link zu weiteren Fotos des Kulturdenkmals im Medienarchiv Wikimedia Commons
- Bezeichnung: Name, Bezeichnung oder die Art des Kulturdenkmals
- Lage: Wenn vorhanden Straßenname und Hausnummer des Kulturdenkmals; Grundsortierung der Liste erfolgt nach dieser Adresse. Der Link Karte führt zu verschiedenen Kartendarstellungen und nennt die Koordinaten des Kulturdenkmals.
 Kartenansicht, um Koordinaten zu setzen – in dieser Kartenansicht sind Kulturdenkmale ohne Koordinaten mit einem roten bzw. orangen Marker dargestellt und können in der Karte gesetzt werden. Kulturdenkmale ohne Bild sind mit einem blauen bzw. roten Marker gekennzeichnet, Kulturdenkmale mit Bild mit einem grünen bzw. orangen Marker.
- Datierung: gibt das Jahr der Fertigstellung beziehungsweise das Datum der Erstnennung oder den Zeitraum der Errichtung an
- Beschreibung: bauliche und geschichtliche Einzelheiten des Kulturdenkmals, vorzugsweise die Denkmaleigenschaften
- ID: Die ID identifiziert das Kulturdenkmal eindeutig. In Thüringen sind aktuell keine IDs veröffentlicht. In der ID-Spalte kann sich auch folgendes Icon  befinden, dies führt zu Angaben zu diesem Kulturdenkmal bei Wikidata.

## Denkmalliste
| Bild                                    | Bezeichnung               | Lage                           | Datierung | Beschreibung | ID |
| --------------------------------------- | ------------------------- | ------------------------------ | --------- | --- | -- |
| BW                                      | Denkmalensemble Mariental | Liliengrund 1 bis 7 (Karte)    |           | Teil des Denkmalensembles Mariental mit den Gebäuden Nr. 1, 1a, 1b, 1c, 3                                                                                   |    |
| BW                                      | Mehrfamilienhaus          | Liliengrund 1 (Karte)          | 1899–1900 | Mehrfamilienhaus, Taresse, Balustraden, Torpfosten |    |
| BW                                      | Einfamilienhaus           | Liliengrund 4 (Karte)          | 1901–1902 | Einfamilienhaus |    |
| BW                                      | Einfamilienhaus           | Liliengrund 6 (Karte)          | 1904–1906 | Einfamilienhaus mit südlicher Einfriedung |    |
| BW                                      | Denkmalensemble Mariental | Mariental 21-33d, 4-54 (Karte) |           | Teil des Denkmalensembles Mariental mit den Gebäuden Nr. 4, 6, 8, 12, 14, 18, 20, 24, 26, 28, 36, 38, 38a, 38b, 40, 42, 44, 46, 50, 54; 21, 23, 25, 33, 33a |    |
| Direkt Bild zu diesem Denkmal hochladen | Ortseingangsschild Süd    | Marienthal o. Nr.              |           | |    |
| BW                                      | Mehrfamilienhaus          | Mariental 18 (Karte)           | 1869      | Mehrfamilienhaus |    |
| BW                                      | Einfamilienhaus           | Mariental 20 (Karte)           | 1928–1929 | Einfamilienhaus mit Terrasse |    |
| BW                                      | Wohnhaus                  | Mariental 25 (Karte)           | 1869      | Wohnhaus mit Stützmauer und Berggarten |    |
| Fotos hochladen                         | Schulungsgebäude          | Mariental 28 (Karte)           | 1903–1905 | Schulungsgebäude |    |
| weitere Bilder Fotos hochladen          | Wohnhaus                  | Mariental 33 (Karte)           | 1830–1831 | Wohnhaus, erbaut als Gasthaus „Phantasie“ |    |
| BW                                      | Seminargebäude            | Mariental 33a (Karte)          | 1889      | Seminargebäude, erbaut als Schützenhaus |    |
| BW                                      | Mehrfamilienhaus          | Mariental 36 (Karte)           | 1904–1905 | Mehrfamilienhaus mit Garten und Einfriedung |    |
| BW                                      | Einfamilienhaus           | Mariental 38 (Karte)           | 1910–1911 | Einfamilienhaus mit Einfriedung |    |
| BW                                      | Einfamilienhaus           | Mariental 42 (Karte)           | 1900      | Einfamilienhaus mit Garten |    |
| BW                                      | Mehrfamilienhaus          | Mariental 44 (Karte)           | 1872–1873 | Mehrfamilienhaus mit Garten |    |
| Fotos hochladen                         | Einfamilienhaus           | Mariental 46 (Karte)           | 1907–1908 | Einfamilienhaus |    |
| BW                                      | Denkmalensemble Mariental | Wartburgallee 57-75 (Karte)    |           | Teil des Denkmalensembles Mariental mit den Gebäuden Nr. 57, 59, 61, 63, 65, 71, 73                                                                         |    |
| BW                                      | Mehrfamilienhaus          | Wartburgallee 57 (Karte)       | 1890–1892 | Mehrfamilienhaus |    |
| BW                                      | Mehrfamilienhaus          | Wartburgallee 63 (Karte)       | 1906–1907 | Mehrfamilienhaus |    |